# Erythriastis rhodocrossa
Erythriastis rhodocrossa är en fjärilsart som beskrevs av Edward Meyrick 1914. Erythriastis rhodocrossa ingår i släktet Erythriastis och familjen stävmalar. Inga underarter finns listade i Catalogue of Life.